# William Brodie (Bildhauer)

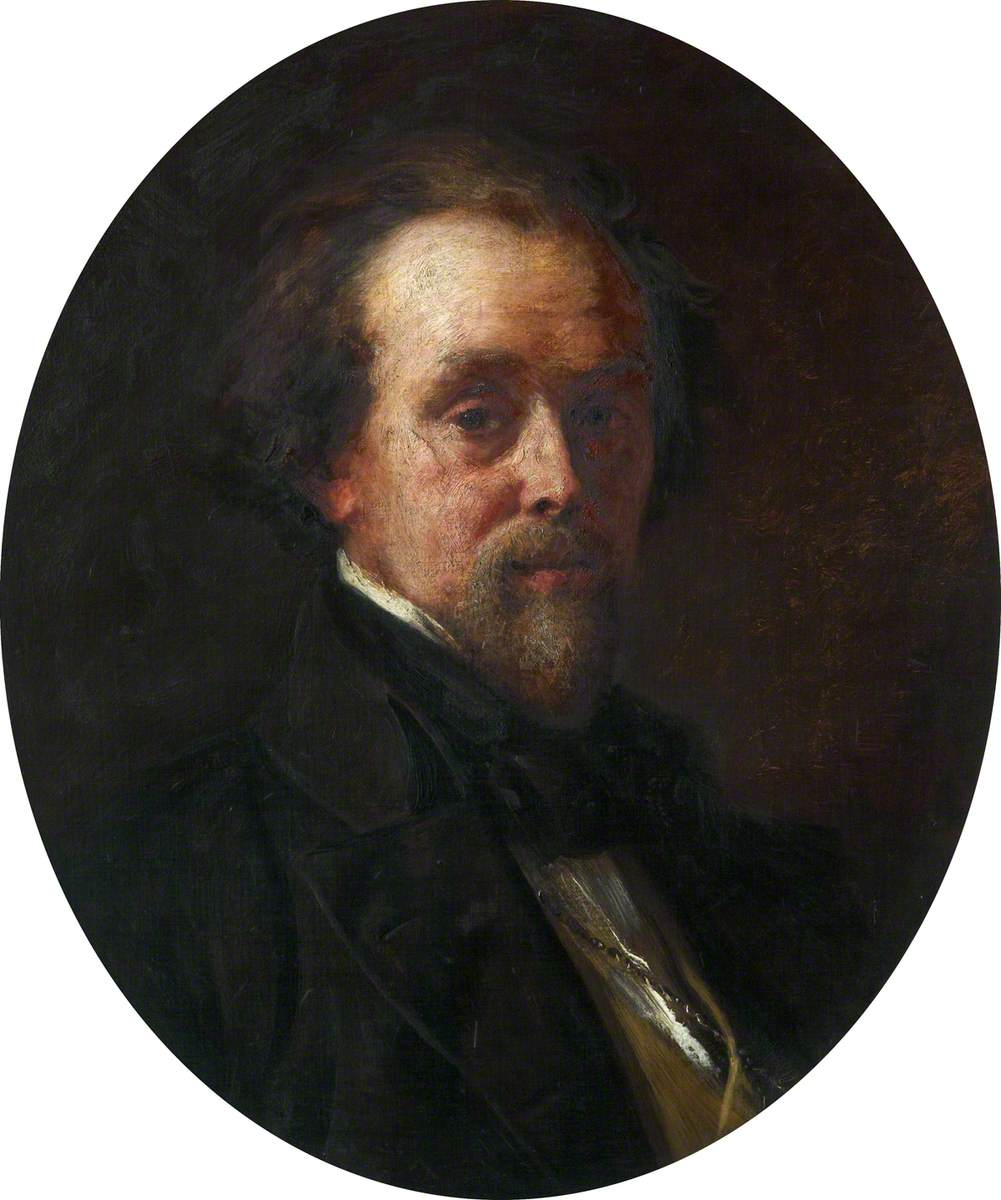
William Brodie

William Brodie (* 22. Januar 1815 in Banff; † 30. Oktober 1881 in Edinburgh) war ein schottischer Bleigießer, Bildhauer und Maler.

## Leben
Brodie war der älteste Sohn von John Brodie, eines Schiffsführers aus Banff und dessen Frau Marie (geborene Walker) sowie ein Bruder des Bildhauers Alexander Brogie (1829/1830–1867). Später zog die Familie nach Aberdeen um, wo sie sich in der Virginia Street in der Nähe des Hafens niederließen. Er wurde dort zu einem Klempner in die Lehre gegeben, wo er zum Bleigießer ausgebildet wurde. In den Abendstunden befasste er sich mit wissenschaftlichen Studien am Aberdeen Mechanics’ Institute und fertigte einige Gerätschaften für seine Experimente, bei denen er unter anderem Porträtfiguren namhafter Persönlichkeiten in Blei goss. Für seine Bildnisbüste von Lord Jeffrey, die er um 1840 in seiner eigenen Werkstatt herstellte, erhielt er öffentliche Anerkennung. Er fertigte nach seiner Heirat im Jahr 1841 mit Helen Chisholm auch eine größere Anzahl an Ölbildern und erwarb sich ausgeprägte Fähigkeiten im Wachsmodellieren. Er erhielt zudem Zeichenunterricht von George Washington Wilson, der zudem als Landschaftsfotograf tätig war.
Er war sehr geschickt darin Medaillons in kleinem Maßstab zu modellieren und seine Bildnisse des Sheriff Watson oder von John Hill Burton erregten viel Aufmerksamkeit. Burton ermutigten ihn 1847 nach Edinburgh zu kommen. Hier studierte er vier Jahre lang an der Trustees’ School of Design (Edinburgh College of Art). Anschließend versuchte er sich an der Modellierung größerer Objekte. Er stellte eine weitere Büste von Lord Jeffrey an. Im Jahr 1853 unternahm er eine Reise nach Rom, um sich dort weiter zu bilden. In dieser Zeit fertigte er eine Figur der lyrischen Muse Korinna an, die in der Royal Scottish Academy ausgestellt wurde. 1857 wurde er von dieser Akademie zum assoziierten und 1859 zum ordentlichen Mitglied gewählt. 1876 wurde er Sekretär dieser Akademie. Brodie stellte Porträtbüsten vieler Berühmtheiten seiner Zeit her. Kurz vor seinem Tod erhielt er den Auftrag eine Statue des prominenten kanadischen Politikers George Brown für die Stadt Toronto anzufertigen. Er beschickte in den Jahren 1850 bis 1881 die Ausstellungen der Royal Academy London mit zahlreichen Bildwerken und Porträtbüsten. Zu seinen Freunden zählten die Maler John Phillip (1817–1867), James Cassie (1819–1879) und Samuel Bough. Zu seinen Schülern zählten George MacCallum, der jung starb, David Watson Stevenson und William Grant Stevenson, die beide angesehene Bildhauer wurden. Einer der beiden schuf die Statue von William Wallace in Aberdeen. Weitere Schüler waren Thomas Stuart Burnett und John Rhind Jr. aus Edinburgh. Als sein bester Schüler wurde James Pittendrigh Macgillivray angesehen, der 1869 als Schüler in Brodies Atelier eintrat, als er etwas über 13 Jahre alt war, und dort in sechs Jahren eine umfassende Ausbildung erhielt. Innerhalb der letzten beiden Jahre verschlechterte sich sein Gesundheitszustand zusehends. Er starb 1881 in der Douglas Lodge in Edinburgh.

## Familie
Brodies Eltern und Geschwister
- John Brodie starb am 25. April 1865 im Alter von 78 Jahren
- Mary Brodie (geborene Walker) starb am 27. April 1846 im Alter von 60 Jahren
- der Bruder John Brodie ertrank am 5. September 1846 im Alter von 27 Jahren vor Quebec
- die Schwester Christina Brodie starb als Kind
- der jüngste Bruder Alexander Brodie (* 1829/1830) starb am 30. Mai 1867 im Alter von 37 Jahren

Mit seiner Frau Helen (geborene Chisholm), die zwei Jahre jünger war als er hatte er mehrere Kinder. Sie überlebte ihn um fünf Jahre.
- Seine älteste Tochter Marie Brodie (1842–21. Juli 1911) heiratete den Architekten und Bauunternehmer James Gowans,[5][6] der die Highland Railway bis nach Dalwhinnie baute und später in den Adelsstand erhoben wurde.
- Helen Brodie († 1895) heiratete James Mackinlay von der Firma Charles Mackinlay ec Co., Distillers, Leith.
- Jessie Brodie wurde am 12. März 1848 in Aberdeen getauft[7] und starb 1916.
- Harriet Martha starb 1855 als Kind im Alter von 5 Jahren. Auf dem Dean Cemetery in Edinburgh errichtete ihr Vater ihr ein Denkmal, das zugleich als Grabstein der Familie fingiert.
- James Buchanan Brodie starb 1915 in Oregon, USA.

## Werke (Auswahl)
Brodie schuf zahlreiche Porträtbüsten und Statuen, so unter anderem Statuen für die Baronin Angela Burdett-Coutts.
- Blind Girl, Hecamede, Rebecca, Ruth, The Maid of Lorn, Amy Robsart, Sunshine, Storm, Memory
- Büste des Mediziners James Simpson in Edinburgh
- Büste des Malers Samuel Bough
- Mehrere Büsten der Königin Victoria, von denen eine in das Balmoral Castle kam, eine weitere nach Windsor Castle und eine in die Scottish National Gallery
- Kolossale Statue des Prinzgemahls Albert von Sachsen-Coburg und Gotha in Perth
- Bronzestatue des Chemikers Thomas Graham, Meister der Münze in Glasgow
- Marmorstatue von des Physikers David Brewster für die Universität in Edinburgh
- Büste von Lord Henry Cockburn für das Parlamentsgebäude in Edinburgh (1856)

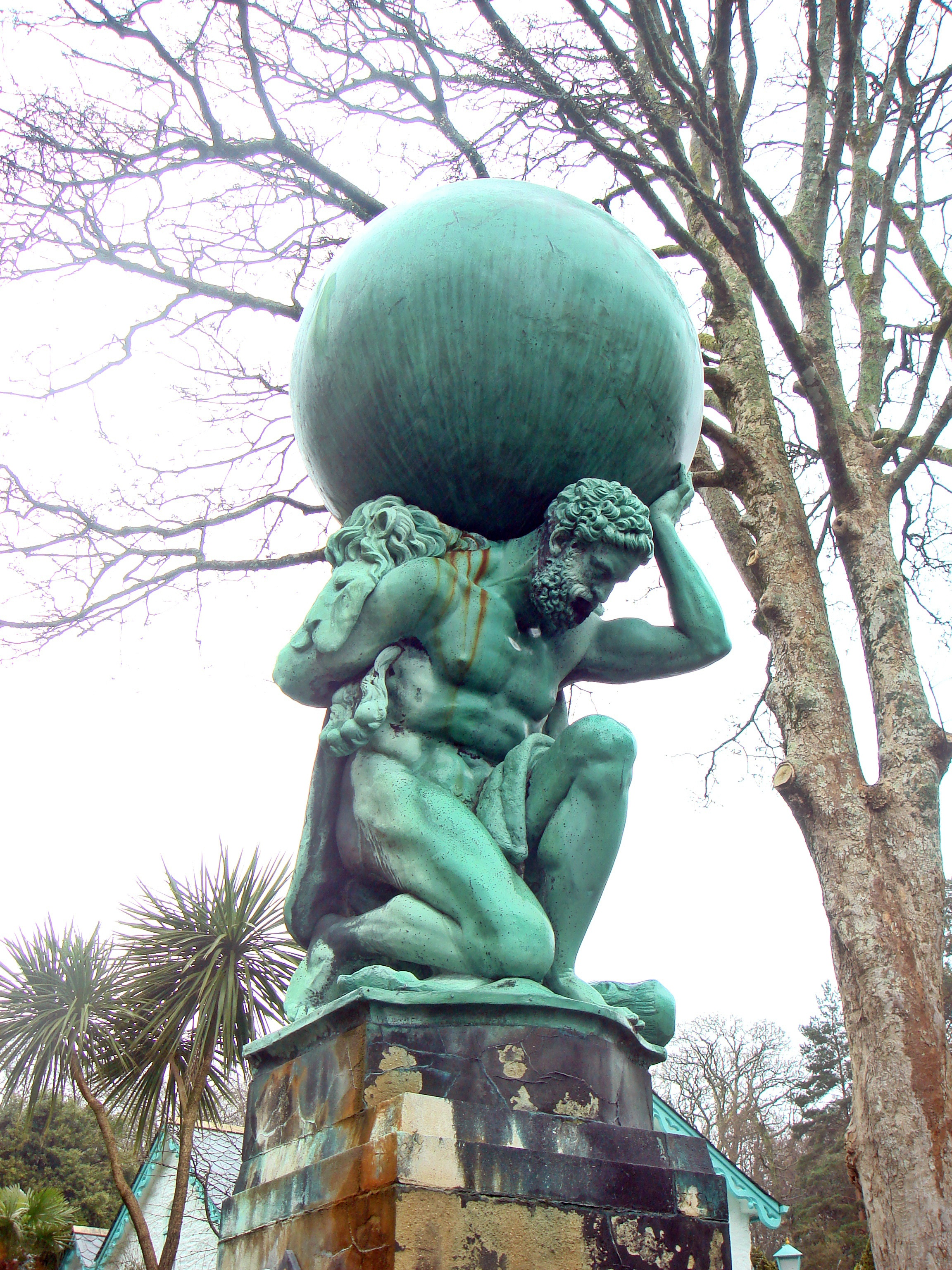
Herkules, Portmeirion
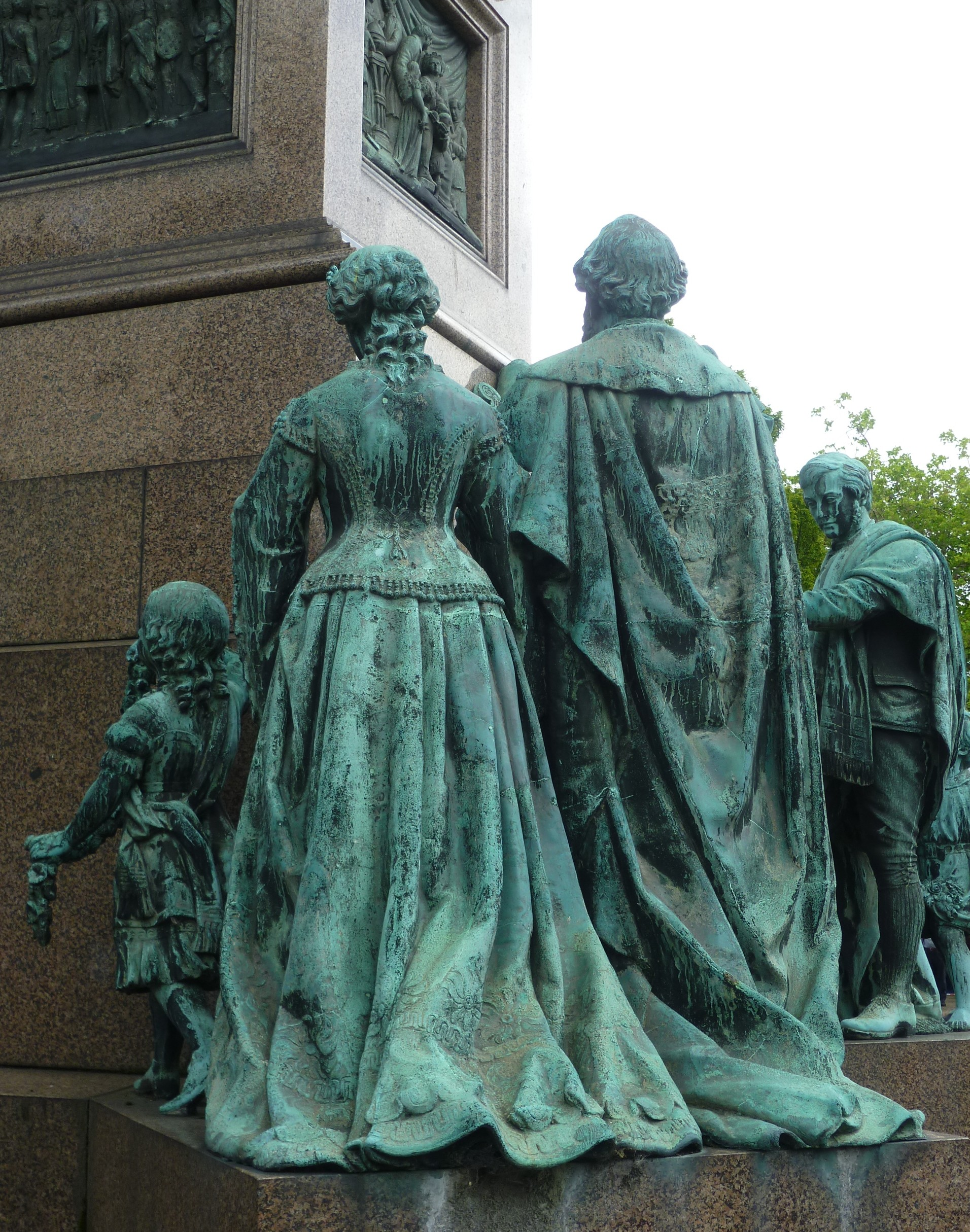
Prince Albert Memorial, Edinburgh
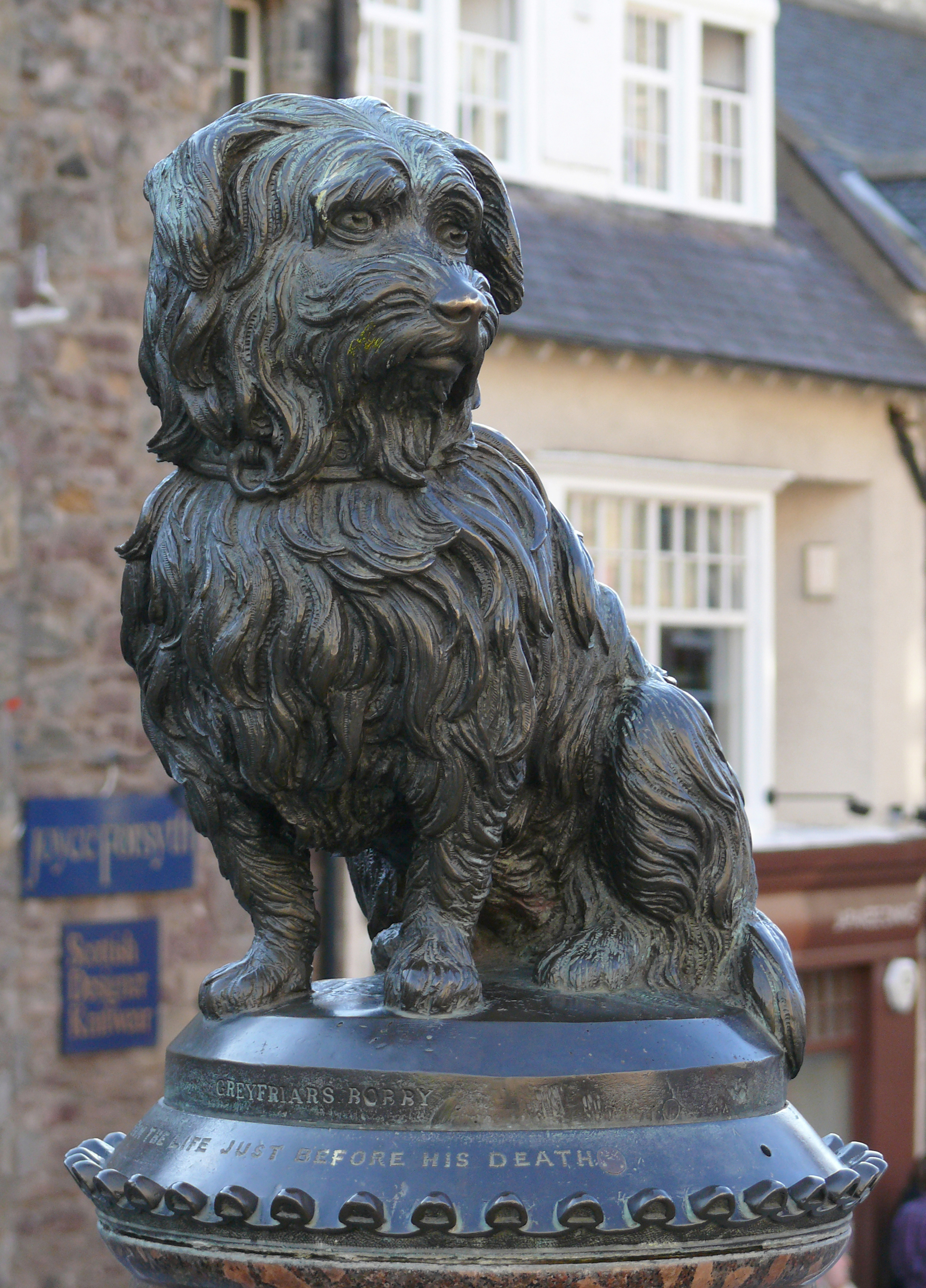
Greyfriars Bobby, Edinburgh
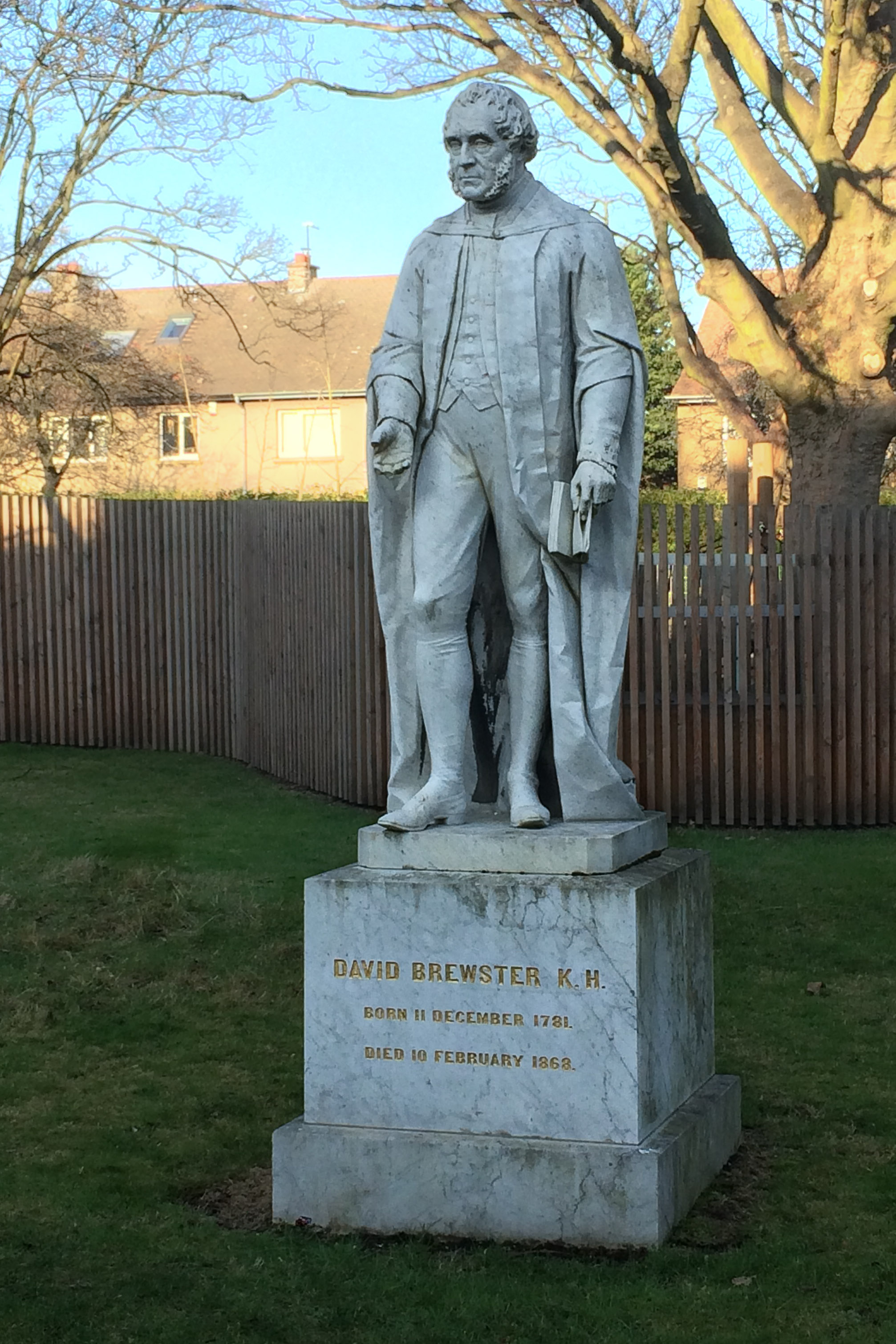
David Brewster, Edinburgh